# Songversation
Songversation è il quinto album discografico in studio della cantante statunitense India.Arie, pubblicato nel 2013.

## Tracce
1. SoulBird Intro – 0:35
2. Just Do You – 3:12
3. This Love – 3:53
4. Nothing That I Love More – 2:52
5. Flowers – 3:53
6. Cocoa Butter – 3:55
7. SoulBird Interlude: Trombone – 0:36
8. Moved By You – 4:48
9. Life I Know – 3:23
10. Break The Shell – 4:09
11. SoulBird Rise – 4:10
12. Thy Will Be Done (feat. Gramps Morgan) – 4:33
13. Brothers' Keeper – 3:40
14. One – 5:25
15. SoulBird Outro: Clarinet – 0:36
16. I Am Light – 3:52

## Classifiche
| Classifica (2009)                     | Posizione raggiunta |
| ------------------------------------- | ------------------- |
| Billboard 200 (Stati Uniti)           | 7                   |
| U.S. Billboard Top R&B/Hip-Hop Albums | 4                   |